# Kumru
Kumru est une ville et un district de la province d'Ordu dans la région de la mer Noire en Turquie.